# Tricalysia longituba
Tricalysia longituba là một loài thực vật có hoa trong họ Thiến thảo. Loài này được De Wild. miêu tả khoa học đầu tiên năm 1925.